# ジャガー・XJ
ジャガー・XJは、イギリスの自動車メーカー、ジャガーから販売されていたFセグメントの高級セダンである。

## 概要
1960年代中盤、ジャガーのサルーンは、デイムラーを除けば大型高級サルーンであるマークXおよび小型サルーンであるSタイプというラインナップであった。1960年代後半には、マークXは420Gへとモデルチェンジ、またSタイプをベースに420GとSタイプの間を埋めるべく発表された420という、3モデルのラインナップとなったが、420Gも420もすでに旧態依然となっており、ジャガーは新たなサルーンの開発に迫られていた。
XJシリーズは新たなジャガーのアイコンとなるべく開発され、1968年に登場。その後1986年、2003年とモデルチェンジを続けながら進化を遂げ、2009年7月9日に最新型である4代目が発表され、2010年から販売された。
2019年に販売を終了。次期型は電気自動車になると発表されていたが、のちにその計画は中止された。
XJは、1980年代初頭からイギリスの首相専用車として活躍しているが、最も人気があるのは2010年に登場したX351世代である。スーパーチャージャー付き5.0L V8エンジン搭載のセンチネルモデルをベースに防弾ガラス、防爆シールド、車内酸素供給システムなどが施された防弾装甲仕様車となっている。ボディは高張力スチールにケブラーを組み合わせた専用素材としており、ジャガーによると、防弾性能規格は「B7」を満たし、15kgのTNT爆弾の攻撃にも耐えられる驚異的な防弾装甲性能を有しているという。

## シリーズI（1968年 - 1973年）
スタイリングはウィリアム・ライオンズが手がけ、イメージは従前の420Gに似ている。内装は従前通りウォールナットと本革で仕立てられた。ただし安全性向上のためダッシュボード上端には厚いパッドが内蔵され、センタースイッチはトグル式からピアノキー型に置換されている。

### XJ6シリーズI
1968年、Sタイプ、420、240/340の後継車との位置づけで発売された。
サイズは全長4,810mm、全幅1,770mm、全高1,340mm、ホイールベース2,760mmとやや拡大された。車両重量は1,539kgとSタイプや420との比較では軽量化され、運動性能も非常に高かった。このモデルの登場によりジャガーのサルーンのラインナップは1970年まで生産が続けられた420Gを除き1本にまとめられることになった。
直列6気筒DOHCのXKエンジンで2.8Lと4.2Lの2種類が設定された。2.8Lは内径φ83.0mm×行程86mmで2,792cc、180hp/6,000rpm。4.2Lは420やEタイプから踏襲された内径φ92.1mm×行程106mmで4,237cc、245hp/5,500rpm。
トランスミッションは4速MTまたは3速ATの組み合わせ。
サスペンションは前がダブルウィッシュボーン＋コイル、後ろがEタイプから踏襲したロアーIアームとアッパーアームを兼ねるドライブシャフト、トレーリングリンクで位置決めして左右2個ずつのコイル/ダンパーで吊る形式を採用した。ただし後ろサスペンションシステムをサブフレームに取り付け、ボディとサブフレームの間にラバーブッシュを介して雑音や振動を遮断している。
タイヤは、当時としては極端に太くロープロファイルのラジアルをダンロップと共同開発して装着した。
ロールス・ロイスを凌ぐ程の静粛性快適性と、サルーンとは思えない運動性を高度に両立して高い評価を受けた。

### XJ12シリーズI
1972年7月に登場した、EタイプシリーズIIIに搭載されていた内径φ90mm×行程70 mmのV型12気筒5,344ccエンジンを253hpとややデチューンして搭載したモデル。トランスミッションは3速ATのみ。重量は1,821kgとなった。最高速度は223km/h。同時にバッジエンジニアリング版であるデイムラー・ダブルシックスも登場した。

### XJ6LシリーズI
1972年9月に登場した、XJ6シリーズIのホイールベースを2,870mmに拡大したモデルで、420Gの後継車に当たる。ホイールベース拡大分は後席の居住性向上に充てられた。エンジンは4,237ccのXKエンジンのみ。MT仕様はオーバードライブ付きが標準となった。バッジエンジニアリング版であるデイムラー・ソブリンも用意された。

### XJ12LシリーズI
1972年9月に登場した、XJ12シリーズIのホイールベースを2,870mmに拡大したモデルで、ホイールベース拡大分は後席の居住性向上に充てられた。バッジエンジニアリング版であるデイムラー・ダブルシックスも用意された。

## シリーズII（1973年 - 1979年）
1973年にアメリカ合衆国の安全基準を満たすためにフロントバンパー位置などを変更してシリーズIIとなり、またインストルメントパネルのスイッチが大幅に整理された。これに伴い従前モデルはシリーズIと呼ばれるようになった。日本仕様はアメリカ合衆国輸出仕様をベースとしたモデルとなったため、バンパーは樹脂製で、前照灯が4灯同径であった。

### XJ6シリーズII
本国仕様の4,237ccエンジンは245hp/5,500rpmであったが日本仕様は圧縮比8.1、ボッシュ製Lジェトロニックを装備して175PS/4,750rpmとなった。
1975年に標準ホイールベース版が製造中止され、従前のXJ6LがXJ6という呼称になった。
1975年5月2,792ccエンジンが廃止され、新たに内径φ83mm × 行程106mmで3,441cc、163hpモデルが発売された。

### XJ12シリーズII
1975年にルーカス製燃料噴射装置が装備されるとともに標準ホイールベース版が製造中止され、従前のXJ12LがXJ12という呼称になった。
1977年にATがGM製に変更された。

### XJ6CシリーズII
アメリカ合衆国市場を考慮して2,760mmのホイールベースに2ドアクーペのボディを載せたモデルが発売された。エンジンは4,237 ccのみ。XJ-S発売に伴い1978年に製造中止された。

### XJ12CシリーズII
アメリカ合衆国市場を考慮して2,760mmのホイールベースに2ドアクーペのボディを載せたモデルが発売された。XJ-S発売に伴い1978年に製造中止された。

## シリーズIII（1979年 - 1992年）
1979年に大規模なマイナーチェンジを受け、シリーズIIIとなった。外装はピニンファリーナの手によると言われている。欠点であったリアシートの頭の上の空間を大きく取るために屋根の後端をやや嵩上げし、前後ドア窓の大きさを揃えるなどデザインバランスを整えた。前後バンパー、フロントグリルの意匠が変更された。安全性向上のためドアハンドルが埋め込み式になった。シリーズIIまで1960年代の面影を色濃く残していたリアコンビネーションランプが大型化された。マニュアルトランスミッションは初めて5速MTが採用されている。
ジョン・イーガンの会長就任後の1980年代前半急速に品質が上がった。

### XJ6シリーズIII
エンジンラインナップはシリーズIIと同じく直列6気筒DOHCの3.4L、直列6気筒DOHCの4.2L。4.2L版はヨーロッパ仕様で205hp。
1985年に最後のマイナーチェンジを実施。3.4L版の内装が手直しを受けた。

### XJ12シリーズIII
エンジンラインナップはシリーズIIと同じくV型12気筒SOHCエンジン5.3L。燃料噴射を装備して細部の改良により289hpに向上していた。
1981年にマイナーチェンジを受け、V型12気筒エンジンがミハエル・マイ発案の高効率シリンダーヘッドを装着したファイアーボールエンジンに変更され、295hp/5,500rpmに出力が向上し、このエンジンを積んだ車両は車名の最後にH.E.の文字が追加された。
1983年にマイナーチェンジ。クルーズコントロールなどの装備が充実し、ホイールも新たに「蜂の巣」タイプのアロイホイールが加えられた。なお、この年から本国で「Vanden Plas」のグレード名が使用できなくなったため、デイムラー版の名称が「ダブルシックス」のみとなった。
輸出モデルは「デイムラー」ではなく「ジャガー・ソブリン」として販売され、ドアノブやグリルのデザインも異なる。なお、次モデルのXJ40系はエンジンベイが狭く設計されV型12気筒エンジンが搭載できなかったため、しばらくXJ12のみがシリーズIIIのままで生産続行された。

## XJ40系（1986年 - 1994年）
ビッグマイナーチェンジによって進化を続けてきたXJであったが、基本設計が1968年にまで遡り、メルセデス・ベンツ・SクラスやBMW・7シリーズなどのFセグメントのライバルに比べて旧弊となってきたことに対処すべく、ジョン・イーガンの下で1980年代初頭から開発が開始された。社内で「XJ40」と呼ばれる新型XJは1986年9月に発表され、10月にはヨーロッパ市場で販売が開始された。
XJ40は、発表前年の1985年2月に逝去したジャガー創業者のウィリアム・ライオンズが、デザインやメカニズムを承認した最後のモデルとなった。
エンジンは長年使用されてきた「XK」から、燃費とパワーの向上とともに、工作精度の向上を狙って新たに設計された、新世代の直列6気筒エンジンである「AJ6」に変更された。なお「AJ6」は、「XJS」シリーズや、ジャガーと同時期にフォード・モーター傘下となったアストンマーティンの「DB7」にも流用された。
ボディデザインはライオンズの監修のもとで完全に一新され、空気抵抗が大幅に改良された。さらにボディパーツ数が25%も減らされることで、工作精度の向上やかねてから問題視されていた錆の低減、そして軽量化を実現した。なお、ソブリン系にXJシリーズ初の角形ハロゲンヘッドライトが採用され、丸形もソブリン系にオプションで用意されるとになった。なお当初のデザインでは丸形ヘッドライトのみであった。
室内空間が旧来に比べて拡大され居住性が格段に上がっただけでなく、温度調節式の自動エアコンやCDチェンジャー付きのステレオなどが用意され、コノリーレザーや高品質なウールのシート、ウッドが贅沢に奢られたインテリアパネルなどの、旧来のジャガーが持っていた世界観と雰囲気はそのまま引き継がれた。
なお、XJ40の開発が始まった1980年代前半のジャガーは、国有企業のブリティッシュ・レイランド（BL）の傘下にあり、ジャガー設計部門は「ローバーのV型8気筒エンジンを使うように」との通達を拒否するべくエンジンベイを狭く設計してしまったため、当初のエンジンラインナップは直列6気筒のみでV型12気筒は用意されず、XJ12のみシリーズIIIボディのままでしばらく製造が続行されることとなった。

### 前期型（1986年 - 1989年）

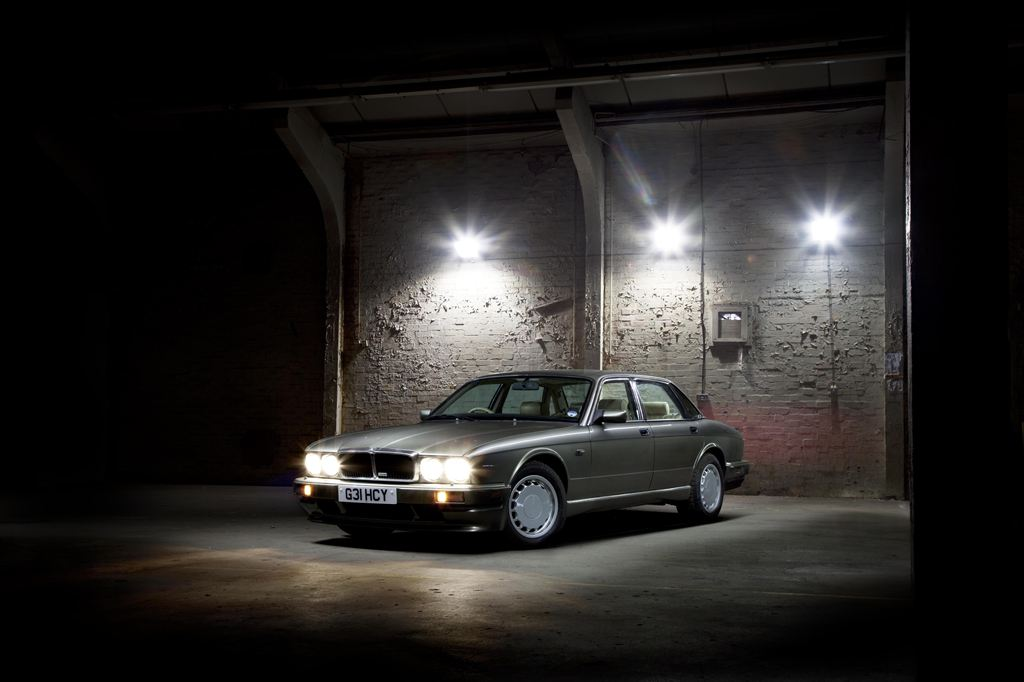
XJR

エンジンは2種類が用意された。3.6Lモデルは内径φ91mm × 行程92mm、DOHC、圧縮比9.6、3,590ccで221hp/5,000rpm。2.9Lモデルは内径φ91mm × 行程74.8mm、SOHC、圧縮比12.6、2,919cc、165hp/5,000rpm。なお、セッティングが異なる日本仕様の最高出力は圧縮比8.1、180PS/4,750rpmm、トルクは30.5kgm/3,750rpmである。
トランスミッションは4速ATまたは5速MT。ATは「Jゲート」と呼ばれるジャガー独自のセレクターのデザインが採用された。なお日本ではATのみの設定であった。タイヤは「XJR」を除く全モデルでエイヴォン及びミシュランが製造した専用のランフラット・タイヤが用意された。「3.6ソブリン」と「デイムラー・3.6」にはエアーサスペンションがオプションで用意された。
丸形ヘッドランプに電動シート、ウォールナットのインテリアが用意されたベーシックモデルの「2.9」と「3.6」、角形ヘッドランプにアルミホイール、電動コノリーレザーシートや後部座席用エアコンが標準装備され、窓周りにクロームが奢られた「2.9ソブリン」と「3.6ソブリン」、サスペンションが強化され、専用デザインのアルミホイールが奢られた「3.6スポーツ」が用意された。
さらに3.6リットルエンジン搭載モデルには、デイムラー伝統のフルーテッド（溝付き）グリルやクロームメッキのサイドモール、上質なコノリーレザーシート、ピクニックテーブルなどが備わり、後席が2人乗りとなった「デイムラー・3.6」が用意された。
なおアメリカ市場向けのモデルは、全グレードが角形ヘッドランプのみとされ、さらにマーケティング上の理由から、ウェストラインに装着するクロームメッキとゴムのサイドモールがオプションで用意された。また同国では、商標登録上の問題により「デイムラー」のブランドが使用できないため、「バンデン・プラ」ブランドで販売された。
1988年5月には、トム・ウォーキンショー・レーシング（TWR）とのジョイントベンチャーである「ジャガー・スポーツ」の手によってエンジンをチューニングし足回りを強化した上に、控えめなエアロパーツや空力を意識した特製のアルミホイールを装備した「XJR」が追加された。なお「XJR」には5速MTのみが用意され、またスポーティーさを演出することを目的に、丸形のヘッドランプのみが用意された。

### 後期型（1990年 - 1994年）

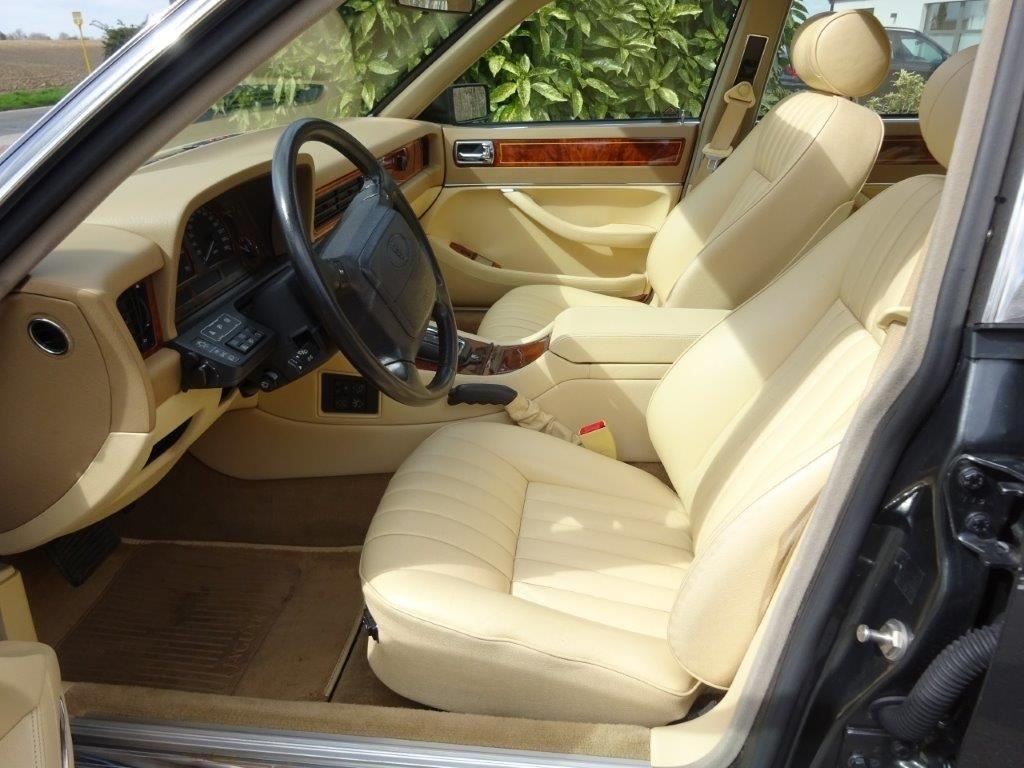
インテリア（4.0ソブリン）

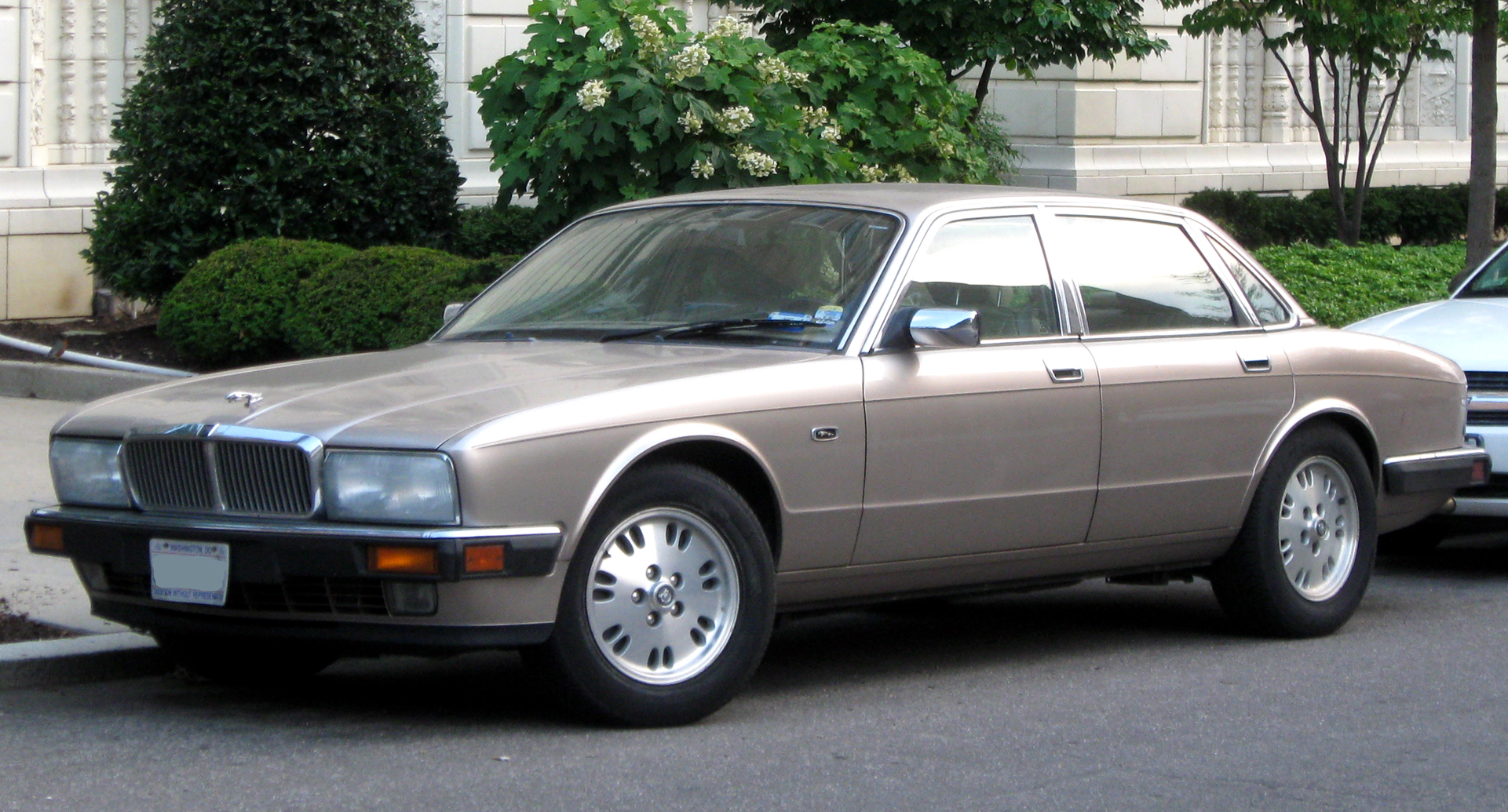
新デザインのアルミホイール

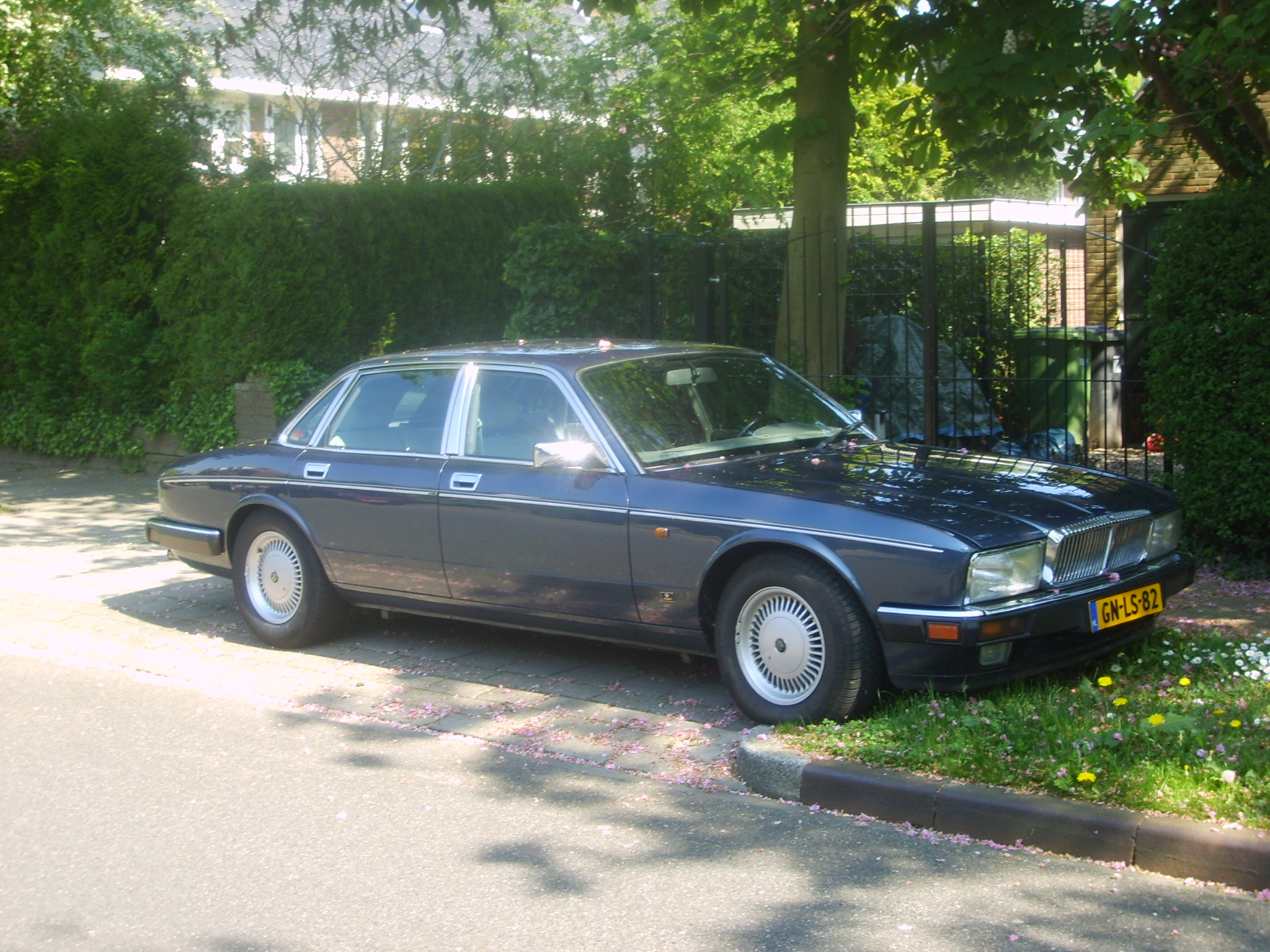
デイムラー・ダブルシックス

1989年末より販売が開始された1990年モデルにおいて、「XJ40」がデビューして以来初の大幅なマイナーチェンジを行なわれた。
内外装の変更は最小限にとどめられたものの、発売翌年の1987年に、ジャガーがアメリカ合衆国のフォード・モーターに買収されたこともあり、さらなる信頼性と品質の向上と工作精度の向上に重点が置かれた。
ノーマルとスポーツの切り替え機能が用意された新型の電子制御トランスミッションや、集中ドアロックや電動シート、エアコンなどの電装系を中心に大掛かりな変更を受け信頼性が著しく向上した。
また3,590ccエンジンは、内径φ91 mmのまま行程を102mmに延伸して3,980cc、225PS/4,750rpm、または235hp/4,750rpmに強化された。トルクは38.4kgm/3,650rpmとなった。
1991年モデルより、かねてからパワー不足が訴えられていた2,919ccエンジンが、DOHC4バルブ化とともに内径φ91mmのまま行程を83mmに延伸して3,239cc、200hp/5,250rpmまたは200PS/5,200rpm、30.2kgm/3,900rpmに強化された。
なお同年には、他のタイヤとの互換性が無く、しかも高価であることからかねてから不評であった専用のランフラットタイヤが廃止され、併せてベースモデルのホイールデザインが新しくなった。またベースモデルのシートがウールと本革のコンビに変更された。
1993年より、アメリカ以外の市場でもエアバッグが全グレードに標準装備されるとともに、新しいデザインのアルミホイールが全モデルに装着された。

### V型12気筒モデル（1993年 - 1994年）
1993年3月、フロント部分の多くを設計し直す形でエンジンコンパートメントを大改修して、従来の5.3Lから6.0Lに拡大されたV型12気筒エンジンを搭載したXJ40ボディの「XJ12」が、サロン・アンテルナショナル・ド・ロトで発表された。このエンジンは内径φ90 mm × 行程78.5mmで5,993cc、310PS/5,350rpm、47.2kgm/3,750rpmである。コードネームはXJ81。
さらに同年秋には、ロングホイールベース版の「デイムラー・ダブルシックス」も追加され、日本では「デイムラー・マジェスティック」として販売され、シリーズIIIボディのダブルシックスが製造中止となった。
1994年7月に生産が停止され、ビッグマイナーチェンジ版の「X300」に引き継がれた。

## X300系（1994年 - 2003年）

### 1994年-1997年（6気筒/12気筒）
1994年にボディパネルの大幅な変更を伴う大規模なマイナーチェンジを受けて「X300」系になった。「XJ40」で不評であった角型ヘッドライトが廃止され、全て丸型ヘッドライトとなった。
直列6気筒エンジンは、排気量こそ変わらないものの「AJ6」から「AJ16」エンジンに変更を受け、ジャガー史上初となる過給エンジンも登場した。3.2Lモデルは内径φ91mm × 行程83mmで3,239cc、215 PS/5,100rpm、32.1kgm/4,500rpm。
4.0リットルモデルと「ソブリン」は内径φ91 mm×行程102 mmで3,980cc、245 PS/4,800rpm、39.9kgm/4,000rpm。「XJR4.0スーパーチャージド」は内径φ91mm×行程102mmで3,980cc、イートン製スーパーチャージャーが付いて325 PS/5,000 rpm、52.2kgm/3,050rpm。
また更なる信頼性向上のために電装系が日本電装（現デンソー）製になったほか、アウターパネルのプレスマシンが日本製となったため、ボディパネルの品質も向上した。グレードも見直され、日本ではデイムラーを含め6本、本国では9本のラインナップが用意された。セレクトはコノリーレザーシートなど装備を充実させた日本専用モデルである。
1995年には、初期型には付いていなかったグローブボックスが設置される小変更が行われた。また、1996年にマイナーチェンジを行った。

### 1998年-2003年（8気筒）
1998年に「X308」系にマイナーチェンジを行った。伝統の直列6気筒/V型12気筒を捨ててV型8気筒のAJ-V8エンジンとなった。なおこれにより「XJ6」の名称は廃止された。
排気量は3.2Lおよび4.0L。トランスミッションは5速ATに変更された。外装/内装ともに変更を受けより洗練されたスタイルとなるも、かなりのコストダウンが図られた。
2001年マイナーチェンジ。トランスミッション形式が若干変更になる。その他、ウインドウサッシュが「XJR」および後述の「3.2スポーツ」を除くすべてのモデルにおいてメッキになったり、足回りのセッティングが見直されたりと細かい変更を受けた。
またこの年より、日本市場において新たなグレードとして、足回りを強化し外観を「XJR」に近いイメージにした「3.2スポーツ」が追加された。
その後、ジャガーの創始者のウィリアム・ライオンズの生誕100周年を記念した「XJR100」が世界限定500台で発売された。2003年をもって新しい「X350」系に引き継がれた。

## X350系（2003年 - 2009年）

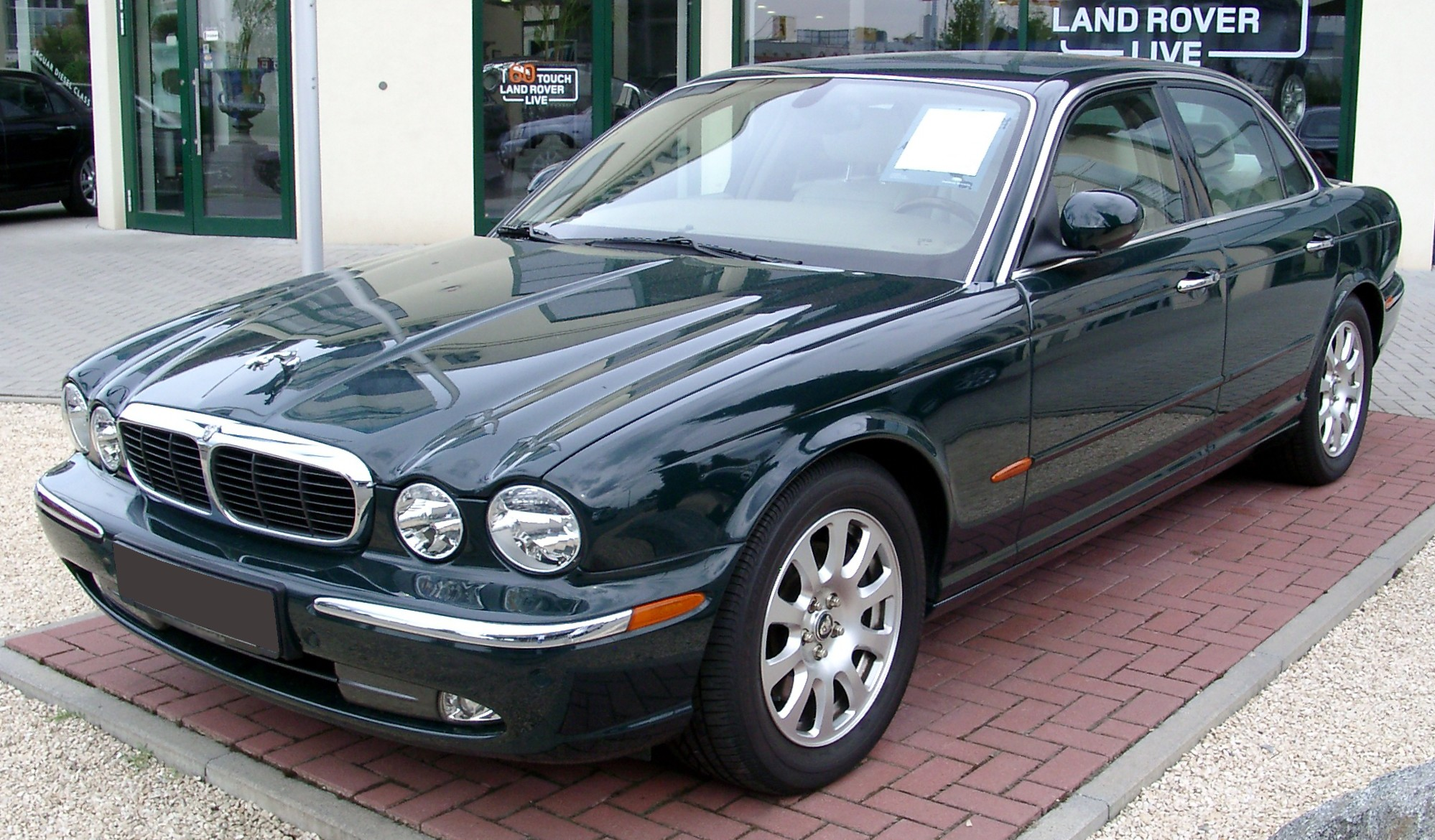
X350

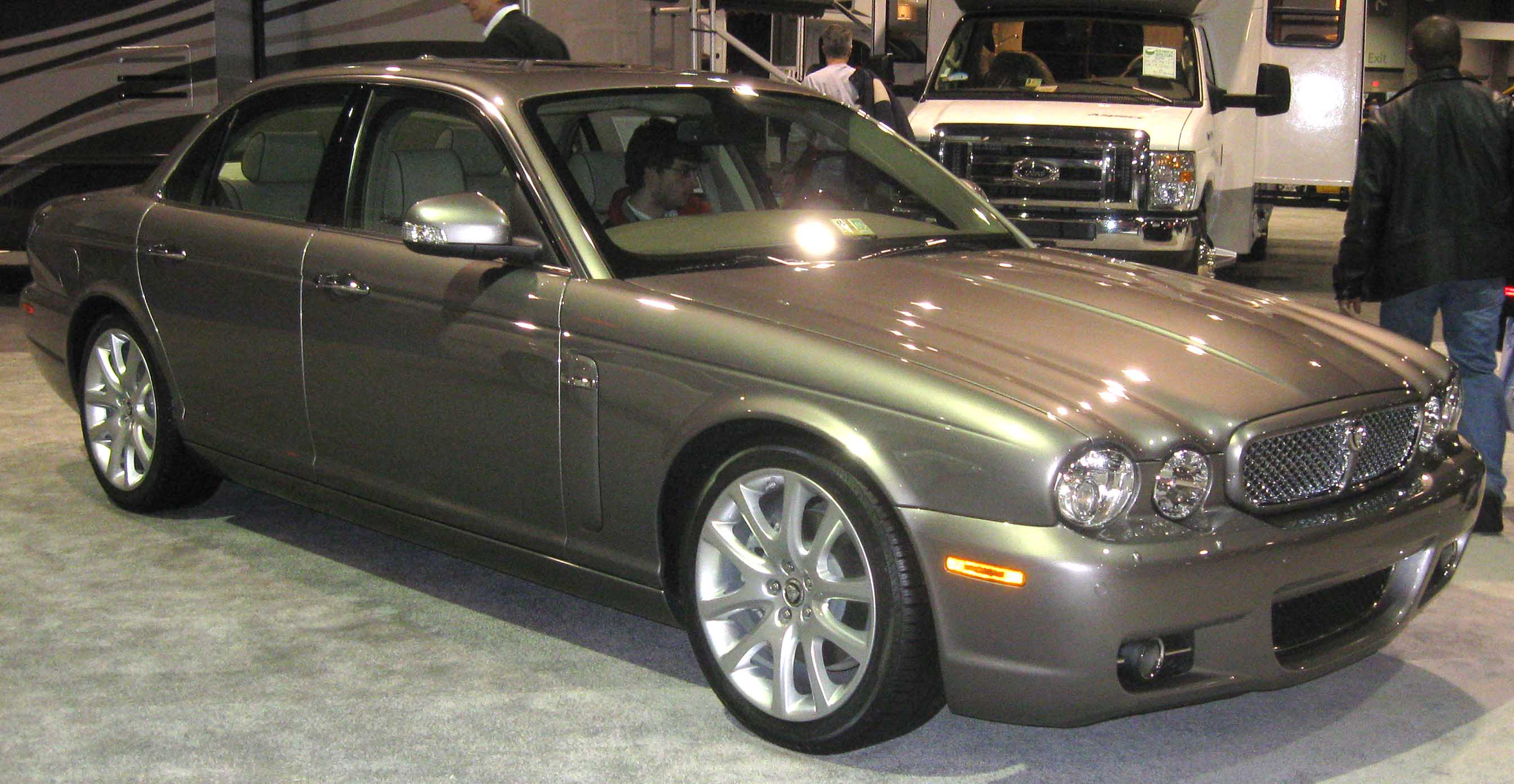
X358

2003年にフルモデルチェンジしてX350系となった。オールアルミニウムボディの採用により、従来のモデルよりも軽量化を実現。トランクもようやく実用的な深さとなった。エンジンは3.6Lおよび4.2LのV型8気筒および過給器付きの4.2L V型8気筒、トランスミッションは6速ATが用意された。デイムラーブランドはいったん消滅した。
2004年Sタイプに搭載されていたV型6気筒3.0Lエンジンを搭載したXJ6がラインナップに加わり、しばらく途絶えていた"XJ6"の名前が復活することとなる。また、XJ8にロングホイールベース版が追加される。
2005年デイムラーが"スーパー8"の名で復活。「ポートフォリオ」という限定車が発売される。内外装ともに特別装備となり、日本国内では50台（右ハンドル40台、左ハンドル10台）限定で販売された。
2006年3.6L V型8気筒エンジンがラインナップより落とされる。またソブリンにはスーパーチャージドエンジンが搭載された。
2007年コードネームX358にマイナーチェンジ。主にエクステリアに変更を受けた。フロント及びリアのバンパー形状が見直され、スポーティな外観となった。また、フロントフェンダー側面にはサイドエアベントが設けられた。
2010年6月18日 - 日本国内での販売が中止された。
X350系のバリエーションは以下のようであった。
- V型6気筒モデル - 3.0エグゼクティブ
- V型8気筒モデル - 4.2エグゼクティブ
- V型8気筒スーパーチャージドモデル - XJR

## X351系（2009年 - 2019年）
2009年7月9日に、「X351」系にフルモデルチェンジし、同年の11月20日から11月23日に、名古屋モーターショーにて日本で初披露された。
5.0L V型8気筒およびスーパーチャージャー付きの5.0L V型8気筒、いずれも直噴エンジンである。スーパーチャージャー付きのエンジンはグレードによって2種類のチューニングがある。また2種類のV型6気筒3.0Lのターボディーゼルエンジンが用意される。
2010年5月15日に日本での発売を予定していたが、アイスランドでの火山噴火の影響で6月19日に発売を延期した。その後2013年より、直列4気筒2.0L直噴ターボエンジンが追加された。
2019年7月に生産を終了。